# Aleútes

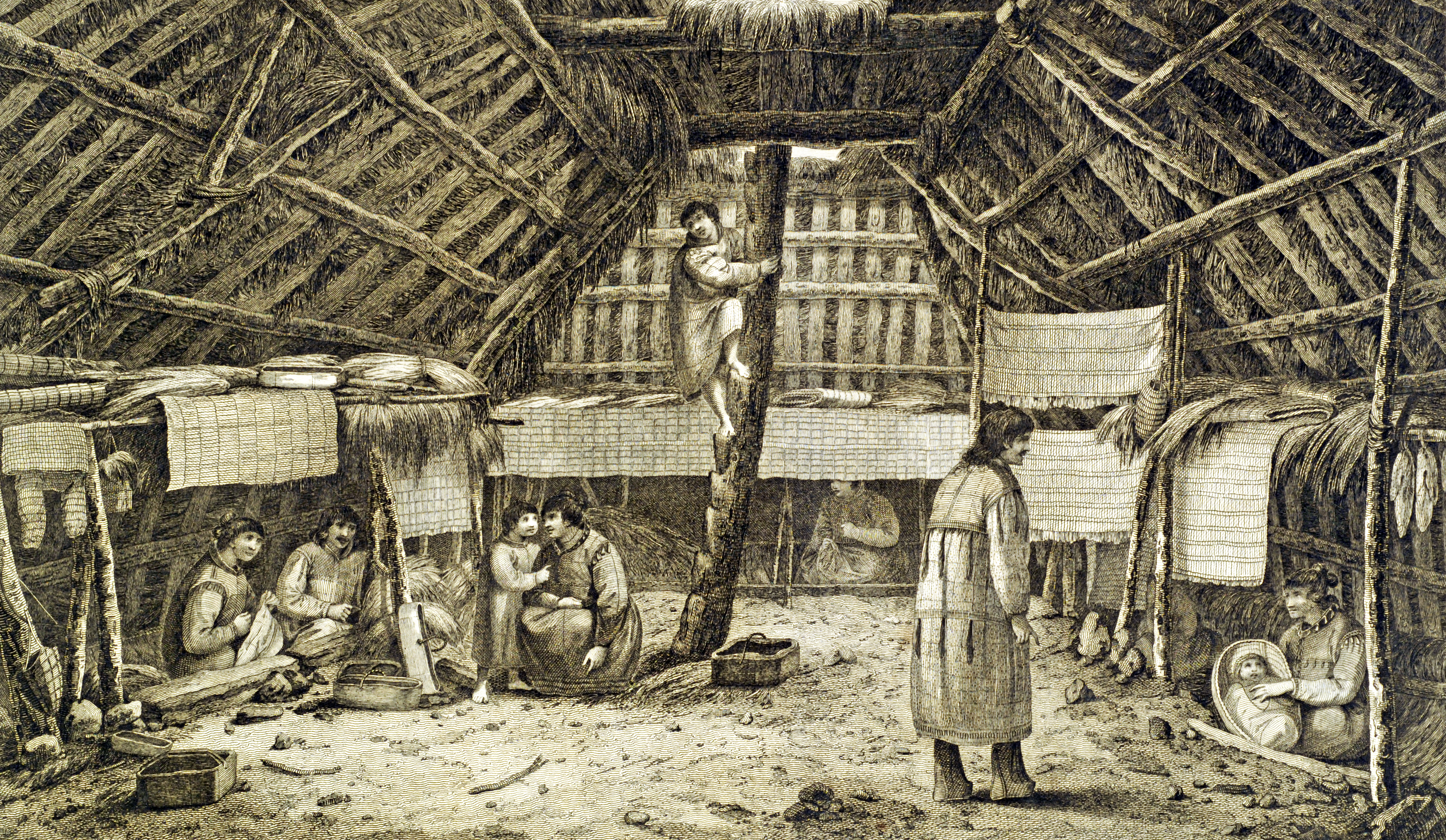
Tradicional casa aleúte de inverno

Os aleútes (autodenominados allíthuh, "comunidade", em aleúte), também conhecidos regionalmente como Unangax̂, Unangan ou Unanga ("povos costeiros"), são um povo indígena, membro da nação esquimó, oriundo das ilhas Aleutas, arquipélago que se divide entre o Alasca, Estados Unidos e o Krai de Camecháteca, na Rússia. Falam o idioma aleúte, membro também das línguas esquimós.
O nome de aleúte foi usado pela primeira vez por comerciantes de peles russos em meados do século XVIII.